# Михо Михайловски
Михо Михайловски е югославски партизанин и деец на НОВМ.

## Биография
Роден е през 1916 година в град Кичево. Работи на летището в Земун. След операция Ауфмарш 25 се завръща в Кичево. Влиза в първа македонско-косовска ударна бригада. На 8 април 1943 година нападат казармата в Кичево. През 1944 година участва във Февруарския поход става заместник-командир на батальон в първа македонско-косовска бригада. След освобождението на Югославия е назначен за заместник-командир на бригада в Корпуса за народна отбрана, а после инспектор по връзките към Югославската народна армия. От 1949 година е секретар на Координационния комитет за народна отбрана при Народното събрание на Социалистическа република Македония. Между 1954 и 1964 е на работа в Секретариата по вътрешните работи. На 1 август 1952 година е провъзгласен за народен герой на Югославия. Носител е на Партизански възпоменателен медал 1941 година.